# Julius Baer
Julius Baer (geboren 24. März 1876 in Wiesbaden; gestorben 7. Oktober 1941 in Haifa) war ein deutscher Internist, der an der Goethe-Universität Frankfurt lehrte.

## Leben
Baers Vater Hermann Baer war jüdischer Kaufmann in Wiesbaden. Seine Reifeprüfung legte Baer 1894 im Wiesbadener Humanistischen Gymnasium ab. In Freiburg im Breisgau, München und Straßburg studierte er Medizin. Nach dem Staatsexamen im Wintersemester 1898/99 in Straßburg folgte seine Approbation. 1899 wurde er in Straßburg promoviert.
Nach abgeschlossenem Staatsexamen war er in der Ohrenklinik in Straßburg und in der Klinik von Carl Jakob Adolf Christian Gerhardt in Berlin tätig. 1907 habilitierte er sich in Straßburg und wurde Privatdozent. 1913 wurde er Ordentlicher Professor. Im Ersten Weltkrieg leitete er von 1914 bis 1915 ein Typhus-Seuchenlazarett in Laon. In den darauffolgenden Jahren war er Abteilungsarzt im Feldartillerieregiment 500 und arbeitete in der Garnison in Straßburg.
1919 zog er nach Frankfurt, wo er sich als Arzt für innere Krankheiten niederließ. Ab 1920 war er als Privatdozent an der dortigen Stiftungsuniversität angestellt, ab 1922 als Professor. Als jüdischer Dozent wurde ihm 1935 die Lehrerlaubnis entzogen. Ende 1935 emigrierte er nach Palästina.
Baer hatte 1912 Mathilde (Thilde) Baer (1892–1915) geheiratet. Dieser Ehe entstammte der Sohn Hermann (1913–2011). In zweiter Ehe war Julius Baer ab 1920 mit der Ärztin Olga Aron (* 23. November 1893 in Strasburg (Uckermark); † 26. März 1943 in Haifa) verheiratet. Das Ehepaar hatte zwei Töchter: Lotte (1921–2015; verheiratete Schwarz) und Marianne (1922–1964).
Die Deutsche Gesellschaft für Innere Medizin (DGIM) erinnert auf ihrer Webseite an Julius Baer, der von 1905 bis 1935 ihr Mitglied war.

## Werke (Auswahl)
- Über Vorkommen und Verhalten einiger Zuckerarten im Blut und in pathologischen Flüssigkeiten. C & J. Goeller, Straßburg 1899 (Dissertation).
- Über tuberkulöse Granulationsgeschwülste des Mittelohrs. 1900.